# Ellipteroides schmidi
Ellipteroides schmidi är en tvåvingeart som först beskrevs av Alexander 1957.  Ellipteroides schmidi ingår i släktet Ellipteroides och familjen småharkrankar.
Artens utbredningsområde är Pakistan. Inga underarter finns listade i Catalogue of Life.